# V7AB
 (février 2018).
V7AB (A. M. 1 098 kHz) est une station de radio située à Majuro dans les Îles Marshall. Elle fonctionne à une puissance de 5 000 watts et diffuse de la musique et des actualités en marshallais et en anglais. Son directeur est Antari Elbon. Sa période de diffusion se situe entre 6h et 23h30, heure locale.
Les actualités sont diffusées en anglais et proviennent de la BBC News.